# Carlos Enrique Estrada
Carlos Enrique Estrada   (Tumaco, 1 de novembre de 1961) és un exfutbolista colombià de la dècada de 1980.
Fou 12 cops internacional amb la selecció de Colòmbia amb la qual participà en la Copa del Món de futbol de 1990.
Pel que fa a clubs, defensà els colors de Deportivo Cali i Millonarios Fútbol Club.